# Медведка (Тверская область)
Медведка — деревня в Бежецком районе Тверской области. Входит в состав Васюковского сельского поселения.

## География
Находится в восточной части Тверской области на расстоянии приблизительно 11 км по прямой на юг от районного центра города Бежецк.

## История
Деревня была отмечена еще на карте 1825 года. В 1859 году здесь (деревня Бежецкого уезда Тверской губернии) было учтено 24 двора, в 1941 — 27, в 1978 — 10.

## Население
Численность населения: 192 человека (1859 год), 8 (русские 100 %) в 2002 году, 9 в 2010.